# إرفين رود
إرفين رود (بالألمانية: Erwin Rohde)‏ هو عالم لغوي كلاسيكي ألماني، ولد في 9 أكتوبر 1845 في هامبورغ في ألمانيا، وتوفي في 11 يناير 1898 في Neuenheim ‏ في ألمانيا.

## وصلات خارجية
- إرفين رود على موقع الموسوعة البريطانية (الإنجليزية)